# Sawostino (obwód moskiewski)
Sawostino (ros. Савостино) – wieś (dieriewnia) w Rosji, w obwodzie moskiewskim, w rejonie łotoszyńskim. W 2010 liczyła 636 mieszkańców.